# Dargle

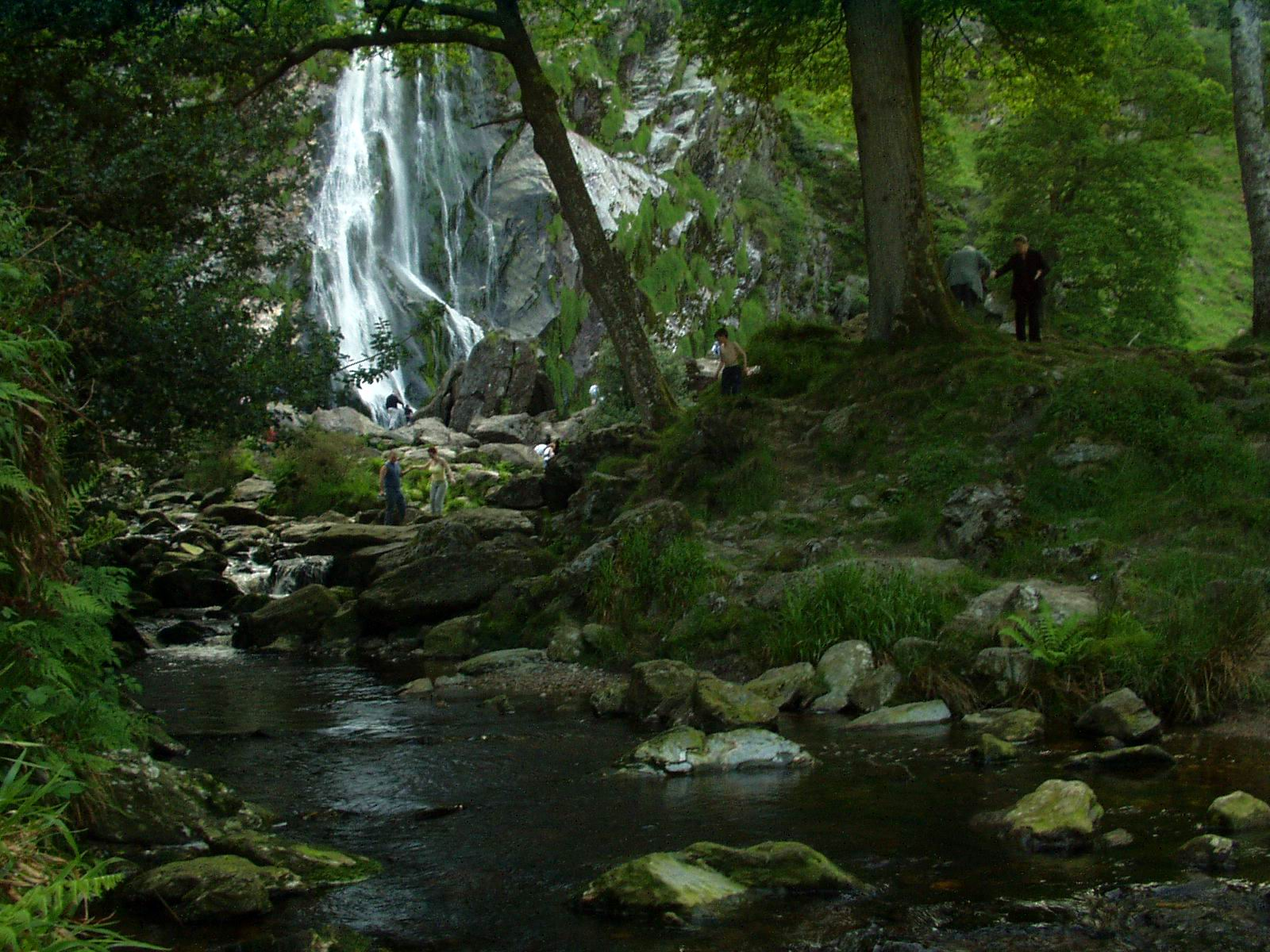
Dargle Wasserfall

Der Fluss Dargle (irisch: An Deargail, dt. „kleiner roter Punkt“) entspringt in den Wicklow Mountains Irlands am Nordhang des Djouce Mountain. Er speist den mit 112 m höchsten Wasserfall Irlands, den Powerscourt-Waterfall (Eas Chúirt an Phaoraigh) und fließt durch das Glencree-Tal (Gleann Crí), wo er sich mit dem Fluss Glencree vereinigt. 14 km weiter östlich mündet er bei Bray in die irische See.